# Narve Gilje Nordås
Narve Gilje Nordås (ur. 30 września 1998 w miejscowości Voll lub w Stavanger) – norweski lekkoatleta, specjalizujący się głównie w biegach średnio i długodystansowych. Reprezentant klubu Sandnes IL. Jego trenerem jest Gjert Ingebrigtsen. Trzykrotny mistrz Norwegii, dwukrotny halowy mistrz tego kraju. Brązowy medalista Mistrzostw Świata w Lekkoatletyce 2023. Uczestnik Letnich Igrzysk Olimpijskich 2020. 15 lipca 2023 w biegu na dystansie 5000 metrów w Heusden ustanowił swój rekord życiowy, uzyskując czas 13:05,38.